# The Beatles in Mono
The Beatles in Mono is een box set die een groot deel van de albums van The Beatles in mono bevat. Deze albums zijn gedurende een periode van vier jaar digitaal geremasterd in de Abbey Road Studios in Londen door een team van geluidstechnici van EMI. Deze box set werd uitgebracht op 9 september 2009. Op deze dag werden ook The Beatles Stereo Box Set (een box set met alle albums van The Beatles geremasterd in stereo) en The Beatles: Rock Band (een computerspel waarin de speler mee kan spelen met The Beatles) uitgebracht.

## Achtergrond
The Beatles in Mono werd speciaal voor verzamelaars uitgebracht. Bij het uitbrengen van de albums van The Beatles op cd in 1987 waren alleen de eerste vier albums van The Beatles in mono uitgebracht. De overige albums waren in de stereoversie uitgebracht. Toen The Beatles begonnen met het opnemen van hun albums, waren mono-lp's de meest verkochte lp's. Aan het mixen van de monoalbums werd dan ook meer tijd besteed dan aan het mixen van de stereoalbums. In het begin werden deze mixen gemaakt door producer George Martin of een van de geluidstechnici van Abbey Road, maar later begonnen The Beatles zich meer te bemoeien met het mixen van de albums. Hierbij concentreerden ze zich echter ook op de monoalbums. Om die reden worden de monoversies van albums over het algemeen als beter beschouwd dan de stereoversies.

## Inhoud
- Please Please Me (1963)
- With the Beatles (1963)
- A Hard Day's Night (1964)
- Beatles for Sale (1964)
- Help! (1965)
- Rubber Soul (1965)
- Revolver (1966)
- Sgt. Pepper's Lonely Hearts Club Band (1967)
- Magical Mystery Tour (1967)
- The Beatles (1968)
- Mono Masters (1962–1969)

De albums Yellow Submarine, Abbey Road en Let It Be zijn niet opgenomen in deze box set. Een monoversie van Yellow Submarine was in het Verenigd Koninkrijk wel uitgebracht, maar deze versie was gebaseerd op de stereoversie en was dus geen nieuwe, unieke monoversie gebaseerd op de originele opnamen. Op Yellow Submarine bevonden zich vier nummers (Only a Northern Song, All Together Now, Hey Bulldog en It's All Too Much) die nog niet eerder waren uitgebracht. Deze nummers zijn opgenomen op de Mono Masters-cd. Abbey Road en Let It Be werden nooit in mono uitgebracht en zijn derhalve niet opgenomen in deze box set.

## Hitnotering
| "The Beatles in Mono" in de Nederlandse Album Top 100 - binnen: 12-09-2009 | "The Beatles in Mono" in de Nederlandse Album Top 100 - binnen: 12-09-2009 | "The Beatles in Mono" in de Nederlandse Album Top 100 - binnen: 12-09-2009 | "The Beatles in Mono" in de Nederlandse Album Top 100 - binnen: 12-09-2009 |
| Week                                                                       | 01                                                                         | 02                                                                         |                                                                            |
| -------------------------------------------------------------------------- | -------------------------------------------------------------------------- | -------------------------------------------------------------------------- | -------------------------------------------------------------------------- |
| Nummer                                                                     | 41                                                                         | 58                                                                         | uit                                                                        |